# Army Archerd
Armand Andre "Army" Archerd (Nova Iorque, 13 de janeiro de 1922 — Los Angeles, 8 de fevereiro de 2009) foi um jornalista e colunista da Variety por mais de cinquenta anos.